# 1581
1581 је била проста година.